# 全国教職員労働組合
全国教職員労働組合（ぜんこくきょうしょくいんろうどうくみあい）は、韓国の教職員組合の一つ。民主労働組合総連盟の主要な加盟団体。委員長はビョンソンホ。略称は「全教組」であり、日本の「全教(全日本教職員組合)」とは異なる組織である。

## 全教組の設立
盧泰愚政権下の1989年5月28日、真の教育（民族教育、民主教育、人間化教育）実現と教職員の労働基本権補償を求め、2万人余りの教職員の参加で設立された。しかし、法律の制約と政権による弾圧で1500名余りの教師が解職され、全教組の活動は厳しい制約を受けた。その後、合法化闘争を展開し、金大中政権下の1999年7月1日に合法化され現在に至っている。

## 全教組の目的
1. 教育の国家独占と政権の干渉を終わらせ、教育の基本原理としての自主性保障と専門性の向上を目指す
2. 労働組合としての基本的な要求である教職員の社会・経済的な地位向上と権利保障、勤務条件改善の取り組み
3. 学生達が民主市民として自主的に生を享受できるように民族・民主・人間化教育を実践
4. 自由・平和・民主主義を愛する国内各団体および世界教職員団体と連帯

出所：在日韓国民主人権協議会編『韓国NGO100データブック』みずのさわ出版、30頁の「全国教職員労働組合」紹介より

## 動向
- 漢字復活には反対しており、「漢字教育は児童・生徒の負担を増やすだけ」と漢字不要論を取っている。
- 主体思想など親北性向の理念教育を行う者もいる。
- 2005年5月、全教組所属の教師が中学生180人をパルチザン追慕祭に動員するという事件を起こし、国内で猛反発を招いた。また、2005年2月から2年近くの間、「北朝鮮の先軍政治の偉大な勝利万歳」と書かれたポスターなどを全教組のホームページに掲載し、北朝鮮の体制を賛美・宣伝しているとして2007年1月18日、国家保安法違反で関係者が逮捕された。
- 新社会党支持を鮮明にしている広島県教職員組合との共同作業で、「両国が合意出来る歴史教科書作り」に取り組んでいる。
- 2013年10月24日、雇用労働部は、退職教員を組合員として認める規約を改正しなかったとして、全教組に対して「法外労組」通告を行い、1997年の合法化から一転、非合法化された。現在は、法的地位の確認を求め、裁判で係争中であるが、一審、二審ともに全教組側が敗訴している。
- 政権交代によって誕生した文在寅政権は、雇用労働部が下した全教組に対する「法外労組」通告の手続きに問題が無かったか再調査する方針を明らかにしている。
- 2019年、親日人名辞典を根拠に親日派の人物が作詞または作曲した学校の校歌を変更するように主張した。親日派には、音楽家の安益泰、洪蘭坡が含まれる[1]。
- 2020年9月3日、最高法院（最高裁判所）は、退職教員を組合員として認める規約を改正しなかったとして、政府が全教組に対して行った「法外労組」通告について、違法との判断を下し、ソウル高裁に差し戻した。これにより、全教組は7年ぶりに法的地位を回復する見込みである。